# Dolina Zachełmca
Dolina Zachełmca – dolina w Sudetach Zachodnich, w Karkonoszach, w województwie dolnośląskim. Położona na północny wschód od Zachełmia.
Od zachodu wznosi się nad nią Chełm, a od wschodu Studnik.
Dolina Zachełmca oraz okoliczne wzniesienia zbudowane są z granitu karkonoskiego.
Jest doliną zawieszoną na progu tektonicznym, który był aktywny podczas niedawnych procesów wypiętrzających. Górna nieckowata część doliny jest szeroka, z krętym biegiem koryta i stanowi starszą rzeźbę. Dolina ma charakter wciosany w obrębie progu tektonicznego, którego postawę wyznacza uskok, wzdłuż którego wydźwignięte zostało całe Pogórze Karkonoskie. Głębokość wcięcia wynosi około 60–70 m, a zbocza doliny są strome, na których znajduje się wiele skałek, takich jak ambony skalne, mury skalne, progi skalne. Najwyższe z nich osiągają 10 m wysokości.
Na granicach doliny występuje wyraźny próg skalno-rumowiskowy, stanowiący ochronę przed postępem erozji wstecznej skąpego w wodę Zachełmca.
Przez dolinę przebiega  niebieski szlak turystyczny do Podgórzyna.